# Карабачинська сільська рада
Карабачинська сільська рада — колишня адміністративно-територіальна одиниця та орган місцевого самоврядування у Брусилівському і Коростишівському районах Білоцерківської і Київської округ, Київської й Житомирської областей Української РСР та України з адміністративним центром у с. Карабачин.

## Населені пункти
Сільській раді були підпорядковані населені пункти:
- с. Карабачин

## Населення
Відповідно до перепису населення СРСР, станом на 17 грудня 1926 року, чисельність населення ради становила 2 145 осіб, з них, за статтю: чоловіків — 1 043, жінок — 1 102; етнічний склад: українців — 2 145. Кількість господарств — 496, з них, неселянського типу — 3.
Відповідно до результатів перепису населення СРСР, кількість населення ради, станом на 12 січня 1989 року, становила 375 осіб.
Станом на 5 грудня 2001 року, відповідно до перепису населення України, кількість мешканців сільської ради становила 309 осіб.

## Склад ради
Рада складалася з 12 депутатів та голови.

## Керівний склад сільської ради
| ПІБ                        | Основні відомості                                                         | Дата обрання | Дата звільнення |
| -------------------------- | ------------------------------------------------------------------------- | ------------ | --------------- |
| Погоріла Тетяна Миколаївна | Сільський голова, 1965 року народження, освіта                            | 26.03.2006   | 31.10.2010      |
| Бортнічук Тетяна Йосипівна | Сільський голова, 1971 року народження, освіта вища, член Партії регіонів | 31.10.2010   |                 |

Примітка: таблиця складена за даними джерела

## Історія
Створена 1923 року в с. Карабачин Водотиївської волості Радомисльського повіту Київської губернії. Станом на 17 грудня 1926 року на в підпорядкуванні ради значаться виселки Загребля, Запольський, Титаренків, Хоружої, Шимонець та хутори Капань і Козаченків, котрі, на 1 жовтня 1941 року, не перебувають на обліку населених пунктів.
Станом на 1 вересня 1946 року сільська рада входила до складу Брусилівського району Житомирської області, на обліку в раді перебувало с. Карабачин.
На 1 січня 1972 року сільська рада входила до складу Коростишівського району Житомирської області, на обліку в раді перебувало с. Карабачин.
Припинила існування 28 грудня 2016 року через об'єднання до складу Брусилівської селищної територіальної громади Брусилівського району Житомирської області.
Входила до складу Брусилівського (7.03.1923 р., 4.05.1990 р.) та Коростишівського (30.12.1962 р.) районів.